# Колоннада в Апамее

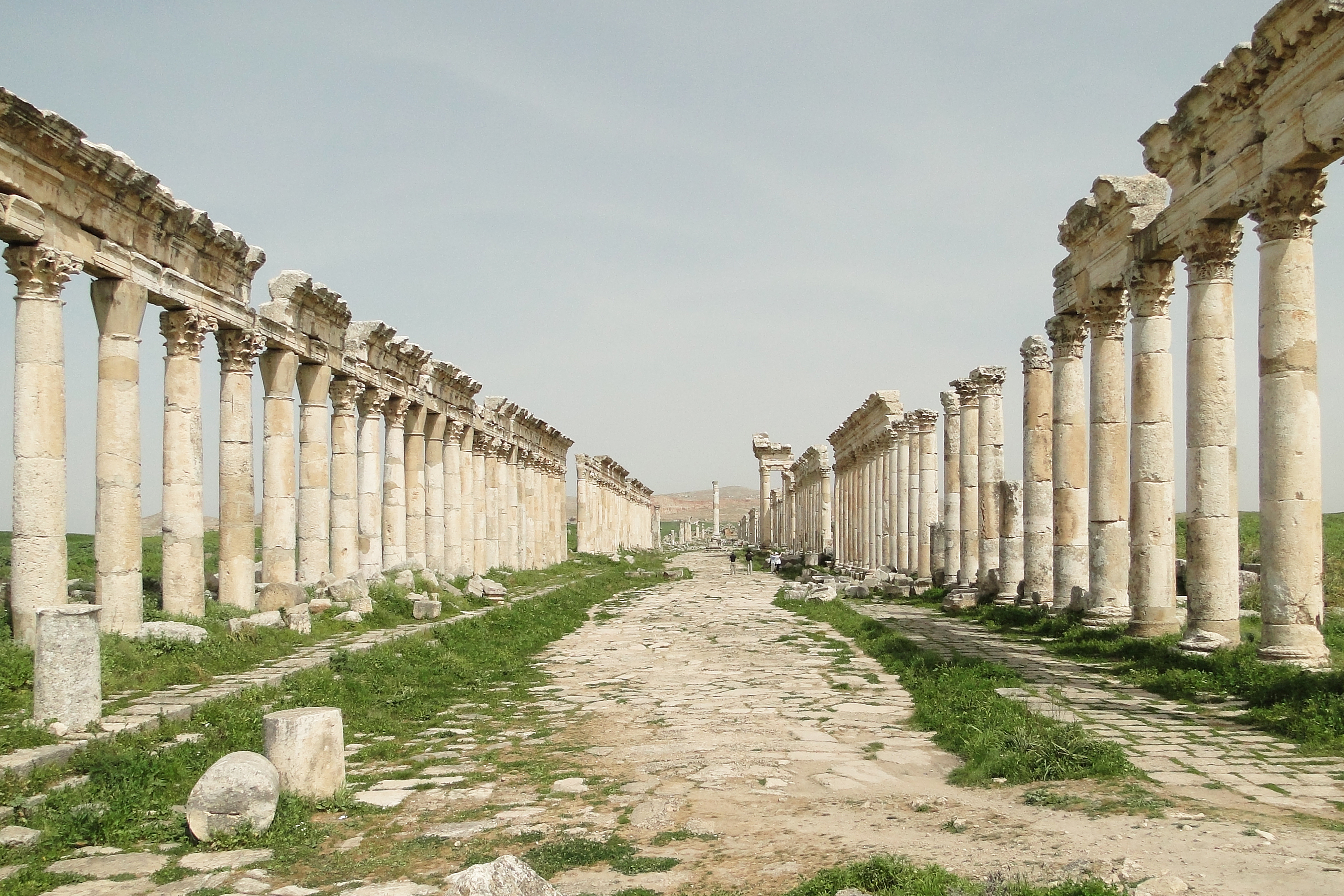
Вид на колоннаду

Колоннада Апамеи — главная колоннада проспекта древнего города Апамея в долине реки Оронт на северо-западе Сирии. Она была построена во втором веке н. э. после уничтожения Апамеи землетрясением 115 года до н. э. Проспект, который тянулся почти 2 километра, составлял ось города (с севера на юг) или кардо максимус. Самая длинная и самая известная монументальная колоннада в Римской империи.

## Общий вид
Оригинальная колоннада времён Селевкидов была разрушена вместе с остальной Апамеей во время землетрясения в 115 году до н. э. Реконструкция началась во время правления римлян, а в течение второго века город был полностью восстановлен, начиная с Великой колоннады.
Ориентированная по оси север-юг, колоннада служила кардо максимус — главной улицей города. От северных ворот колоннада тянется по прямой  почти 2 километра. Северная треть колоннады отмечена монументальными столбами, которые стояли напротив бань. Южная треть отмечена пересечением с декуманусом максимусом — основной осью города по оси восток-запад. Этот перекресток оформлен двумя тройными арками. Через каждые 110 метров колоннада пересекается с другими улицами города. Колоннада проходила через центр города, возле неё были сгруппированы важные постройки, в том числе термы, агора, храм Тюхе и нимфеум, ротонда, церковь—атриум и базилика.
Обрамлённая колоннадой улица имела 20,79 метров в ширину и была вымощена большими многоугольными блоками из известняка. На обеих сторонах улицы шириной 6,15 метров колоннада направлялась на полную длину. Колонны имеют высоту 9 метров и диаметр 0,9 м. Они стоят на квадратных основаниях с длиной стороны  1,24 метра и высотой 0,47 метра. По оформлению выделяются колонны двух типов: плоские и со спиральными каннелюрами. Археолог Жан Лассо утверждает, что первая конструкция относится к периоду Траяна, а вторая — к периоду Антонина Пия. Портики колоннад были богато украшены мозаикой на всём протяжении колоннады.
Во время правления византийского императора Юстиниана I некоторые части колоннады были восстановлены. Улицу сузили до 12 метров и добавили тротуар с обеих сторон. На некоторых участках римское мощение заменили на новое, из квадратных блоков известняка. Новое мощение также включало полностью переработанную дренажную систему. К правлению Юстиниана также относится монументальный портик тетрастилон, состоявший из четырёх 9-метровых колонн с метровыми капителями.

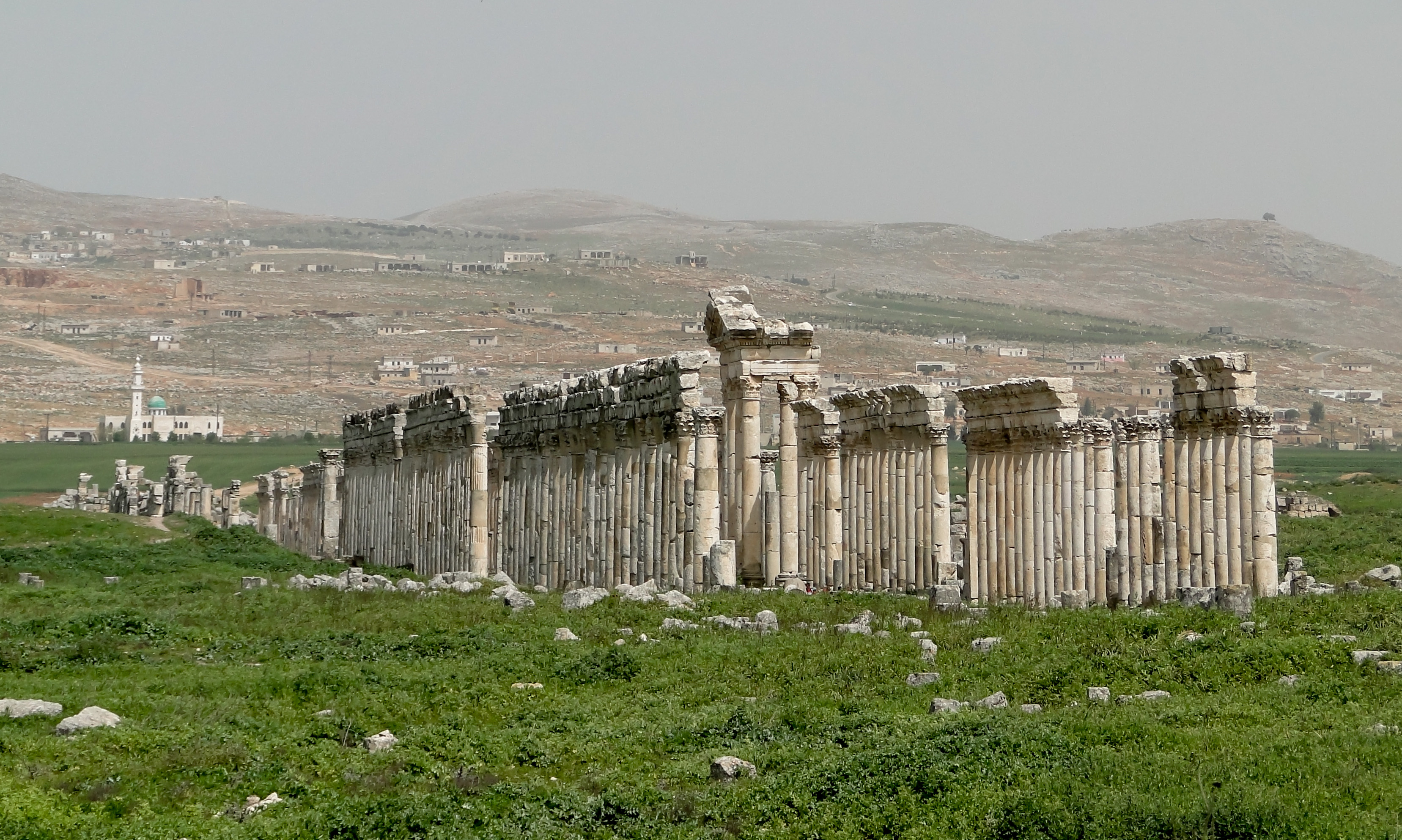
Вид на колоннаду.
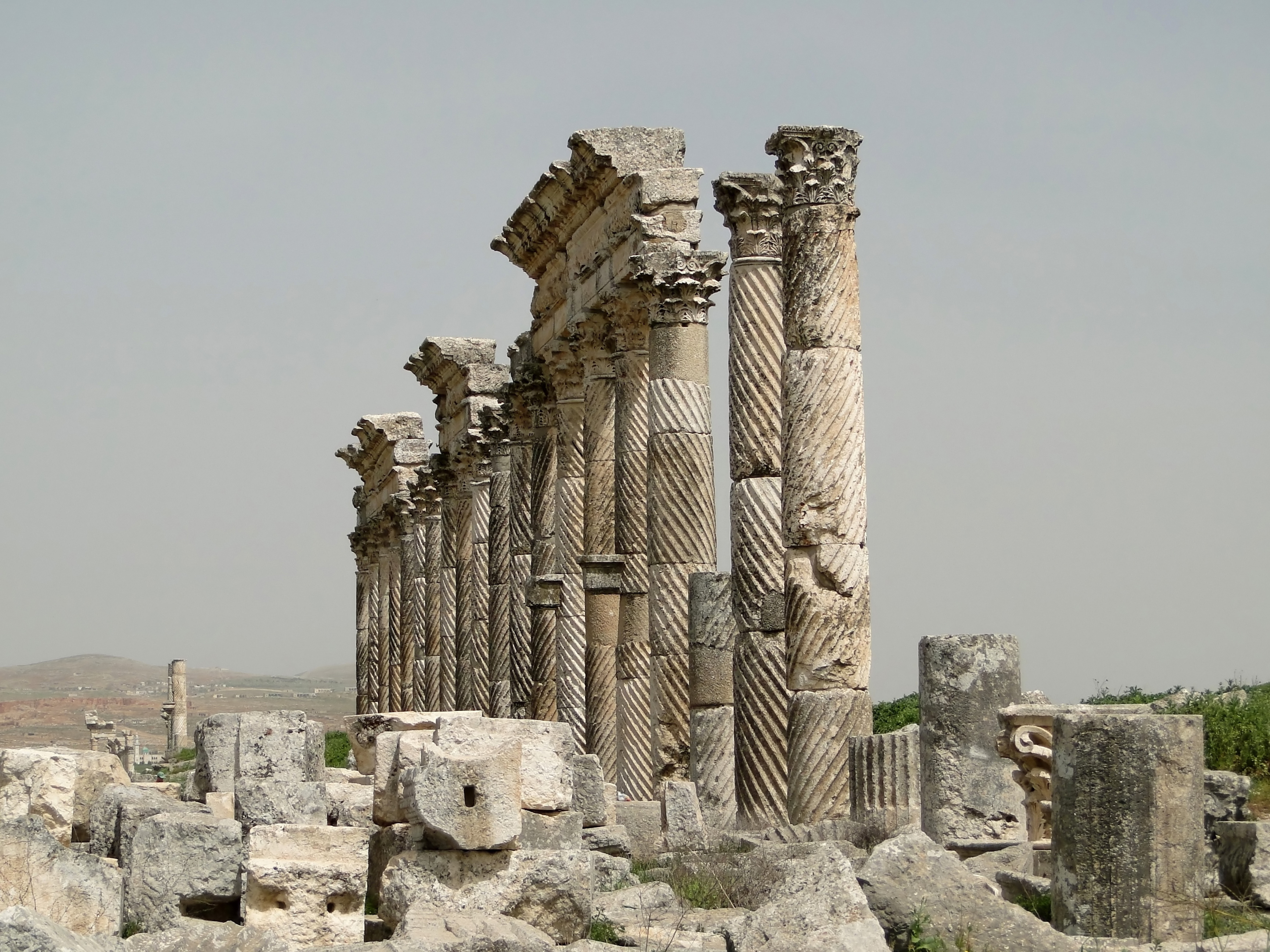
Колонны, украшенные спиральными каннелюрами.
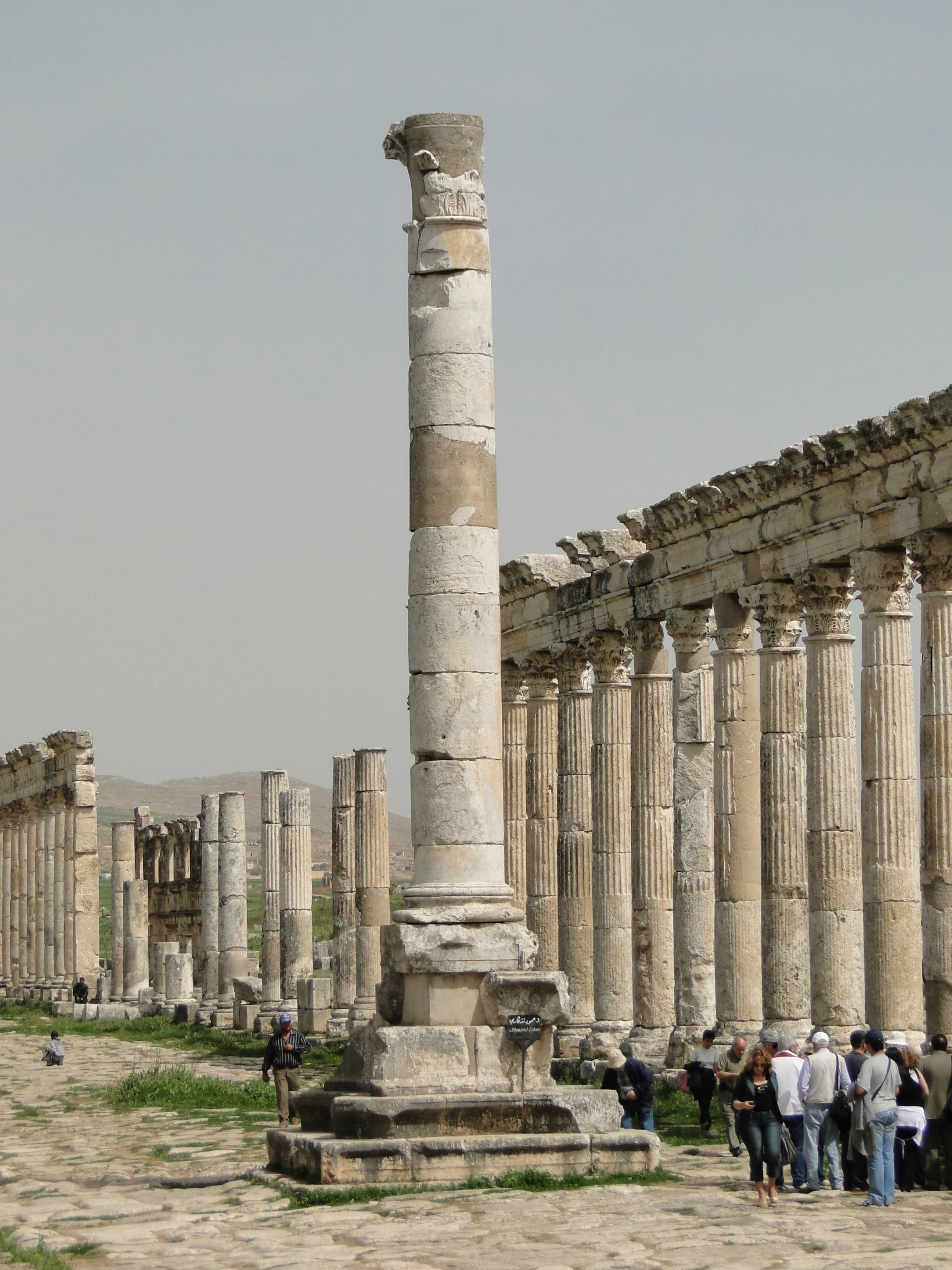
Колонна для голосования напротив терм.
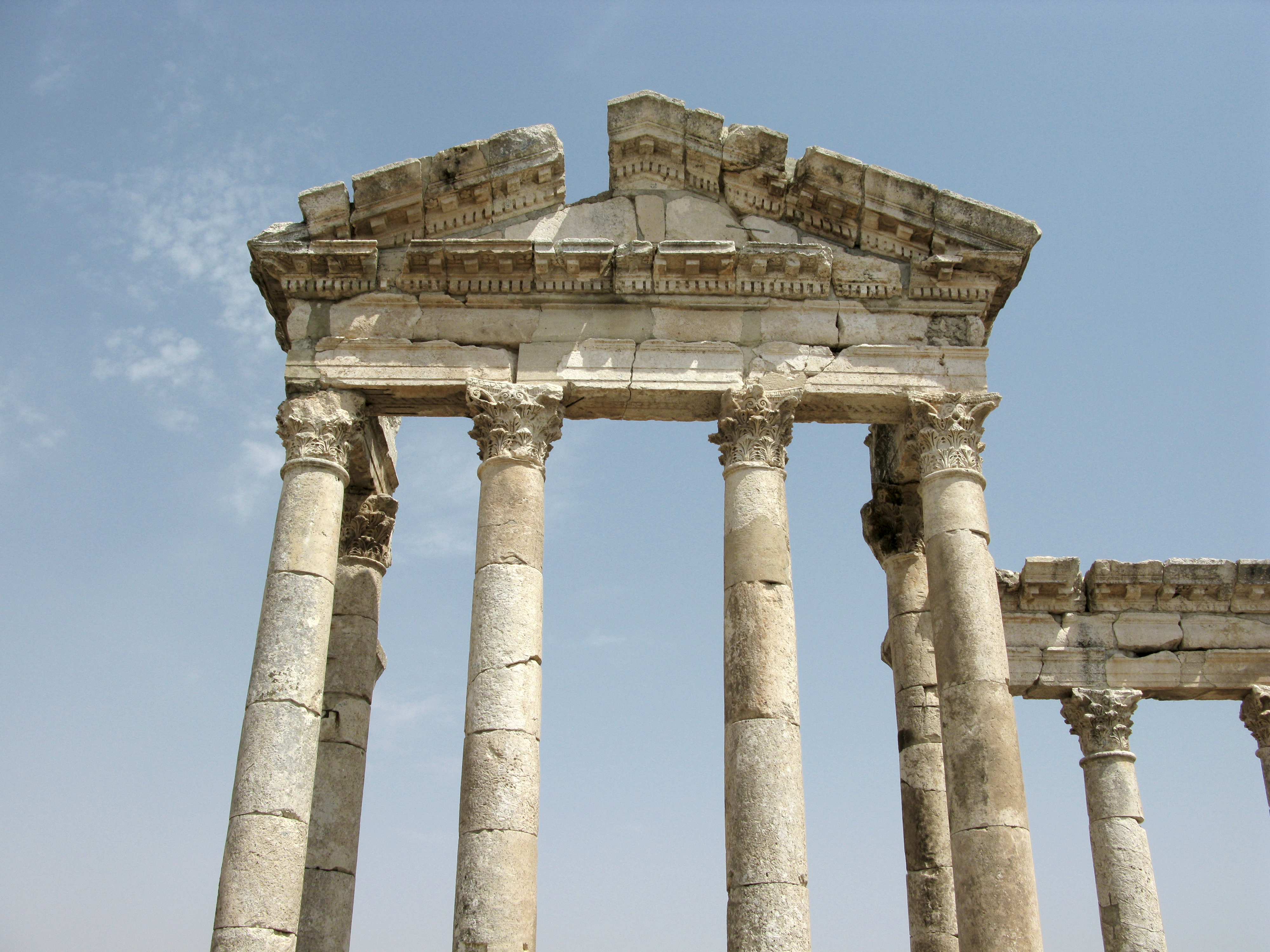
Фасад (портико)
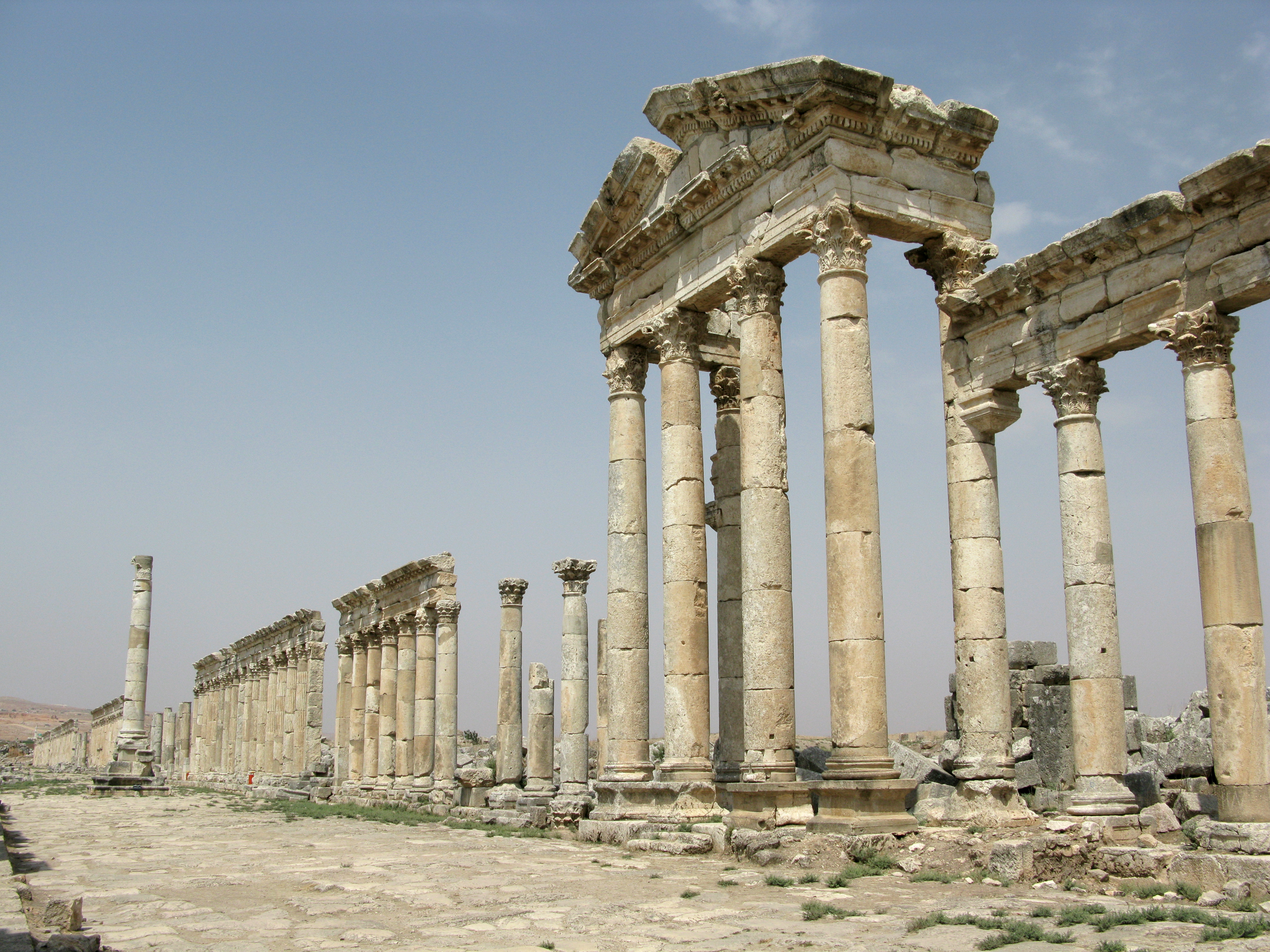
Фасад и колонны
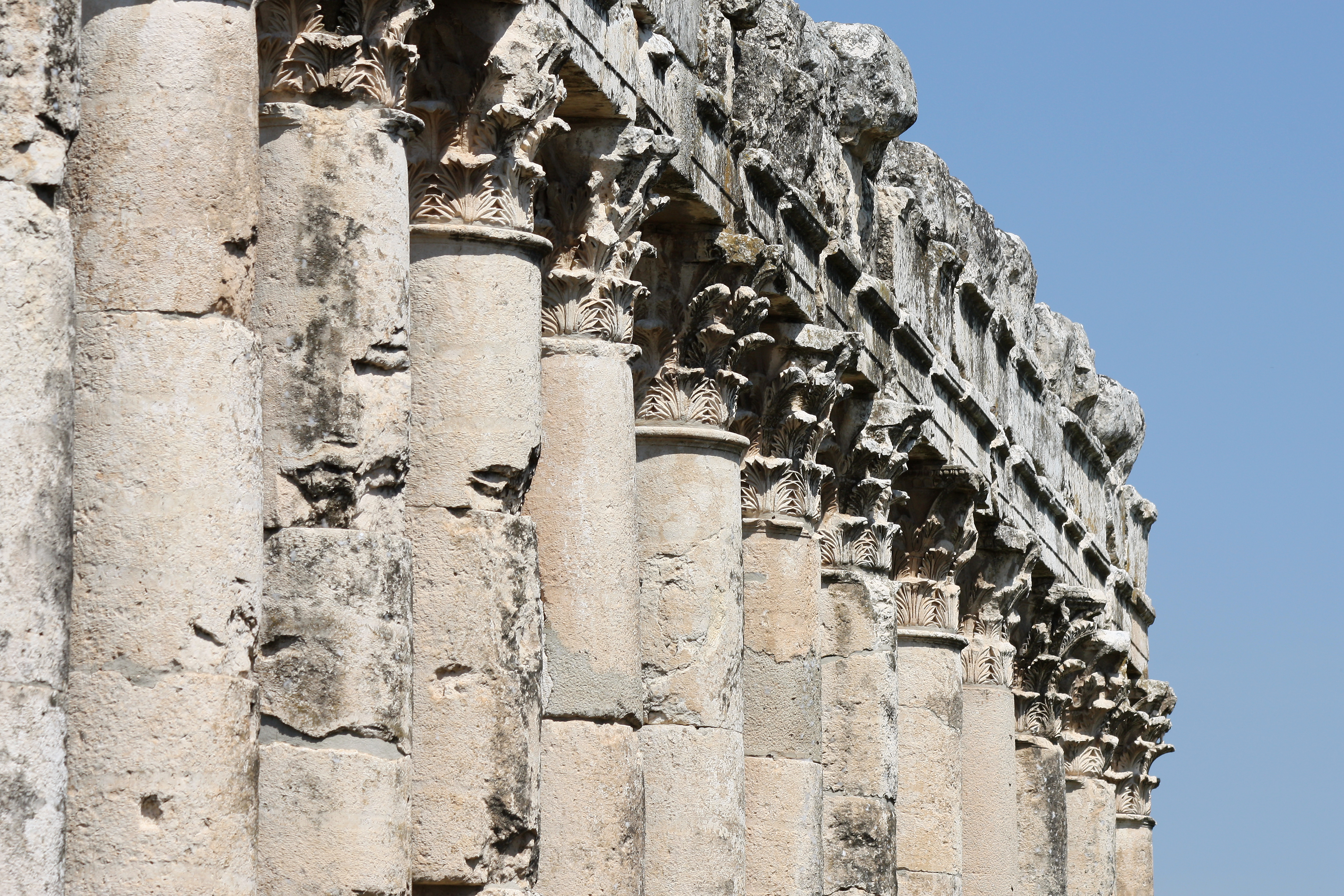
Капители на колоннах.
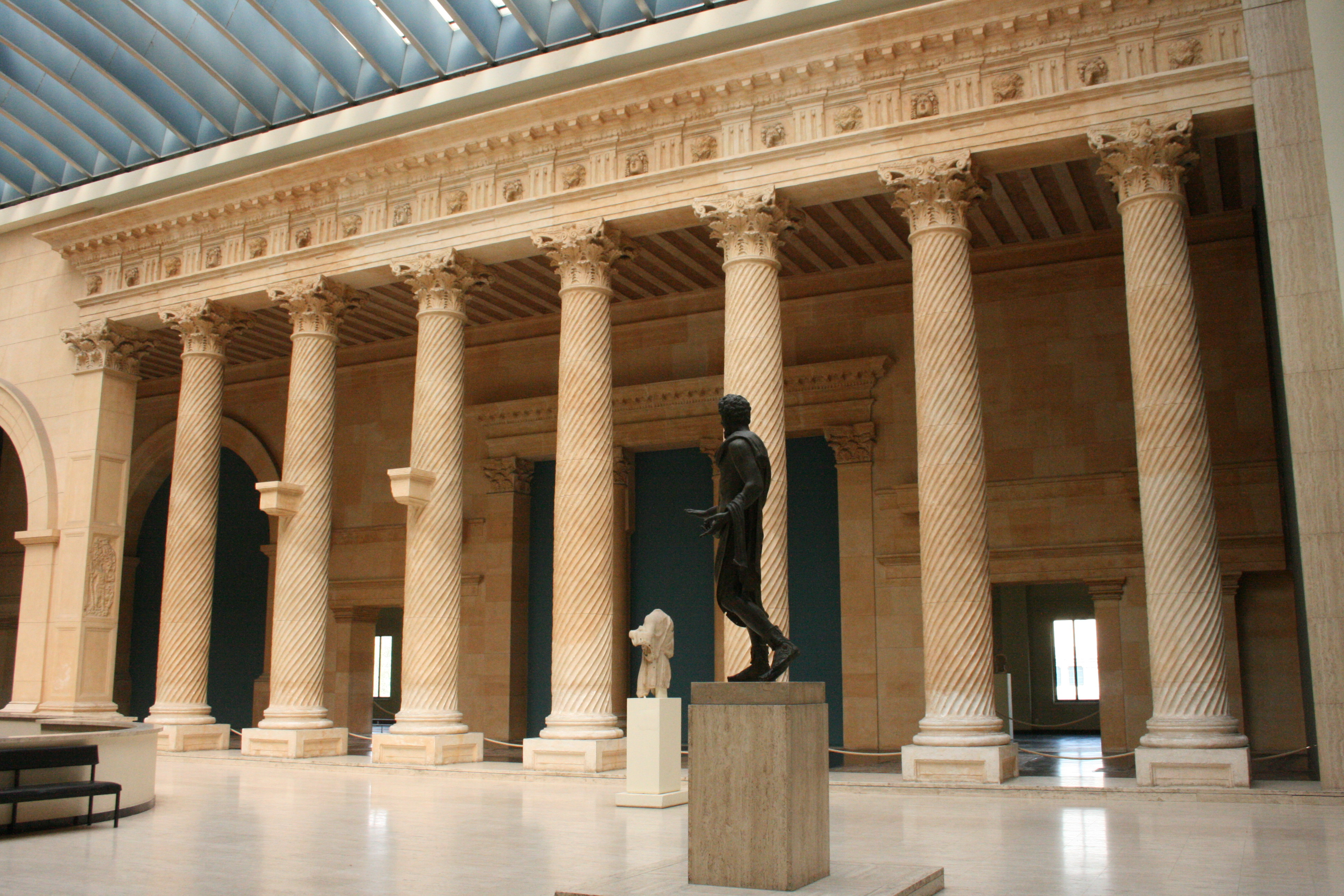
Реконструкция участка колоннады в музее пятидесятилетия в Брюсселе, Бельгия